# Yasuhide Ihara
Yasuhide Ihara (井原 康秀 Ihara Yasuhide?), född 8 mars 1973 i Saga prefektur, är en japansk före detta fotbollsspelare.
Ihara började sin karriär 1991 i NKK. 1994 flyttade han till Kyoto Purple Sanga. Efter Kyoto Purple Sanga spelade han för Sagan Tosu och Shonan Bellmare. Han avslutade karriären 2003.